# Star Empire Entertainment
Star Empire Entertainment (hangul: 스타제국) är ett sydkoreanskt skivbolag och en talangagentur bildad år 2000 av Shin Ju-hak.

## Artister

### Nuvarande
|        |
| Imfact |

|            |
| Nine Muses |

|              |
| Seo In-young |

### Tidigare
|                     |
| Jewelry (2001–2015) |

|                   |
| V.O.S (2004–2015) |

|                  |
| ZE:A (2010–2017) |